# 沃爾弗頓架空橋
沃爾弗頓高架橋（英語：Wolverton Viaduct）位於英格兰東南部米尔顿凯恩斯沃爾弗頓北部，是座橫跨大烏茲河的鐵路橋，承載著西海岸主線。它由羅伯特·史蒂芬生設計，於19世紀30年代為倫敦及伯明翰鐵路建造，是該鐵路線上規模最大的高架橋。它坐落於沃爾弗頓路堤——該鐵路線最大型的路堤工程——的中心位置，擁有六個磚砌拱門，全長200（660英尺），最高處距河面17（57英尺），兩端橋墩設有雕帶在內的石砌裝飾。
施工期間，一段路堤曾發生自燃事故，並在隨後數年間持續遭受滑坡與沉降問題的困擾。橋樑於19世紀80年代以藍磚結構擴建成四線軌道，與原有的紅磚主體形成鮮明對比：新增結構並未與舊結構黏合，從橋底可清晰看到分界痕跡。自1958年起，橋樑作現代化改造，加裝承載架空電纜的桅杆。除此之外，橋樑基本保持了原有面貌。橋樑和路堤均出現在藝術家約翰·庫克·伯恩的畫作中。當代評論家們時常將史蒂芬生的橋樑作品，與古羅馬水道相提並論。雖然現代工程師和鐵路史學家認為沃爾弗頓高架橋在創新性和壯觀程度上不及後世某些橋樑，但仍對其視覺衝擊力給予高度評價。此橋與其他數座倫敦及伯明翰鐵路橋樑有著共同特徵，現已被列為英國二級登錄建築。

## 背景
倫敦及伯明罕鐵路是英國第一條從首都出發的長途鐵路線。鐵路由總工程師羅伯特·史蒂芬生負責勘測路線並設計沿線建築結構。建造合約於1834年簽訂。史蒂芬生堅持採用最小坡度與彎道設計，全線最大梯度為1:330。他儘可能利用天然山谷與低地，但仍需通過大型土木工程穿越山地，包括橫跨布倫特河和科恩河的數座高架橋，以及貫穿奇爾特恩丘陵的沃特福德隧道和特靈削切。數千名挖土工人僅憑手工具，輔以少量馬匹與火藥完成了這項工程。
這座高架橋是沃爾弗頓周邊眾多與倫敦及伯明罕鐵路相關的建築之一。沃爾弗頓大致處於該鐵路線的中點位置，由於可用土地充足且水源豐富，使得此處成為設立鐵路工廠的理想選址。在短短一段線路上，至今仍保留著數座倫敦及伯明罕鐵路時期的橋樑，包括橫跨大聯盟運河的橋樑、工廠附近的斜交橋，以及更南端的藍橋。雖然與英國其他河流相比，流經城鎮北部的大烏茲河及其河谷並不深，但河谷極為寬闊，河床比史蒂芬生設計最優梯度所需的軌道高度低15（50英尺）。正因如此，這座高架橋成為了該鐵路線上其中一處大型建築。

## 說明
沃爾弗頓地區的地勢向北緩降。為了避免鐵路起伏，史蒂芬生設計了全線最大的路堤，高15（48英尺），長2.4（1.5英里），僅由橫跨河道的高架橋隔開。工程共耗超過368,000立方（13,000,000立方英尺）土方，其中大部分土料通過火車經由臨時軌道運輸完成。
這座高架橋由六個橢圓形拱門構成，全長200（660英尺），原寬度16（53英尺），橋面最高處距河面17（57英尺）。橋體以紅磚建造，採用英式砌法，部分飾以紅砂岩，後期修繕使用了藍色工程用磚。拱門坐落於矩形橋墩之上，橋墩基部寬3.43（11英尺3英寸），向上逐漸收窄至拱頂處的3.30（10英尺10英寸），並設有D形分水角。
高架橋設有帶壓頂石的矮護牆，牆體按固定間距設置避難凹口。兩端橋墩規模更大，額外增設了包括雕帶在內的石砌裝飾。橋體兩端築有堅固的桥台，上有四個跨距4.6（15英尺）的圓形小拱門。其中，前兩座從實心牆基升起，高度僅為主拱門的一半；第三座為全高拱門，第四座則部分埋入地下。一道位於拱門上方、矮護牆下方的厚重簷口（裝飾用水平突出部分）貫穿全橋，在與橋台接壤的端墩處飾以齒狀的雕刻木塊，而這正是史蒂芬生橋樑設計的典型特徵。

## 歷史

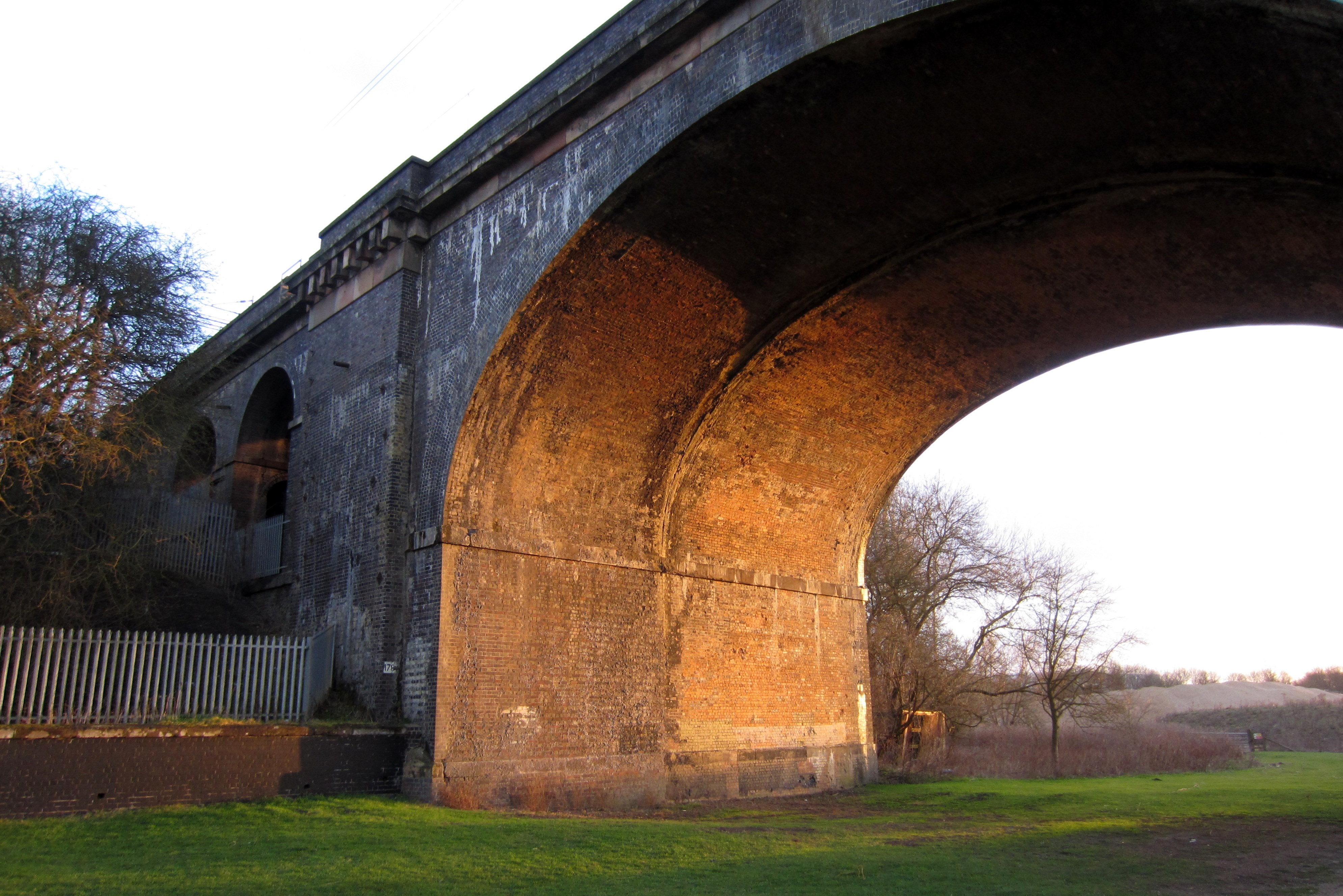
從橋底可清楚看到新舊建築之間的分界痕跡

路堤工程為史蒂芬生帶來了諸多棘手難題。路堤需要穿越大聯盟運河，但運河所有者不願意與新的競爭對手合作。倫敦及伯明罕鐵路不得不申請法庭禁制令，以阻止運河公司拆除用於承載施工列車的臨時軌道橋。一段路堤曾在施工期間突然起火；當地輿論直指運河公司蓄意破壞，但調查發現實為土壤中含有的易燃礦物自燃所致。由於19世紀30年代土力学尚未成熟，路堤在施工期間屢次發生滑坡與不均勻沉降。即便完工後，滑坡和土方坍塌問題仍然持續困擾著斯蒂芬森，至少直到1844年仍未徹底解決。
高架橋的建造耗資28,000英鎊（按2023年幣值約合3,184,000英鎊），雖超出預算15%，但相比同一線路其他大型工程——尤其是預算超支三倍的基爾斯比隧道——已屬可以接受的範圍。橋樑雖在1838年4月倫敦及伯明罕鐵路開通時竣工，卻因基爾斯比隧道北段施工出現不可預見的延誤，直至同年9月才投入使用。在隧道完工前，列車僅能運行至登比霍爾車站，乘客需換乘公共馬車才能完成剩餘48（30英里）至拉格比車站的旅程。
1846年，倫敦及伯明罕鐵路與另外兩條鐵路線合併，重組為倫敦及西北鐵路。公司將倫敦至羅德（位於北安普顿附近）段擴建成四線軌道。1882年，公司為了擴建沃爾弗頓高架橋，於是在原高架橋東側建造了一座幾乎相同的藍磚橋。由於增建部分並未與舊結構黏合，因此從橋底可以清楚地看到兩個結構之間的接縫。20世紀鐵路線遭國有化後，它便成為西海岸主線組成部分。英国铁路自1958年起實施現代化改造，包括電氣化工程，即在高架橋上加裝承載架空電纜的桅杆。高架橋的設計與西北方向拉格比至考文垂段的布蘭登高架橋相似，但沃爾弗頓是倫敦及伯明罕鐵路建造的同類高架橋中最高的一座。史蒂芬生設計的數座高架橋都有著大型橋台以及帶有拱門裝飾的端墩，展現了早期工程設計的標準化趨勢。
2001年7月，高架橋獲指定為II級登錄建築。此項制度專門用於保護具有歷史和建築價值的重要結構物，禁止未經授權的拆除或不恰當的改造。

## 評價

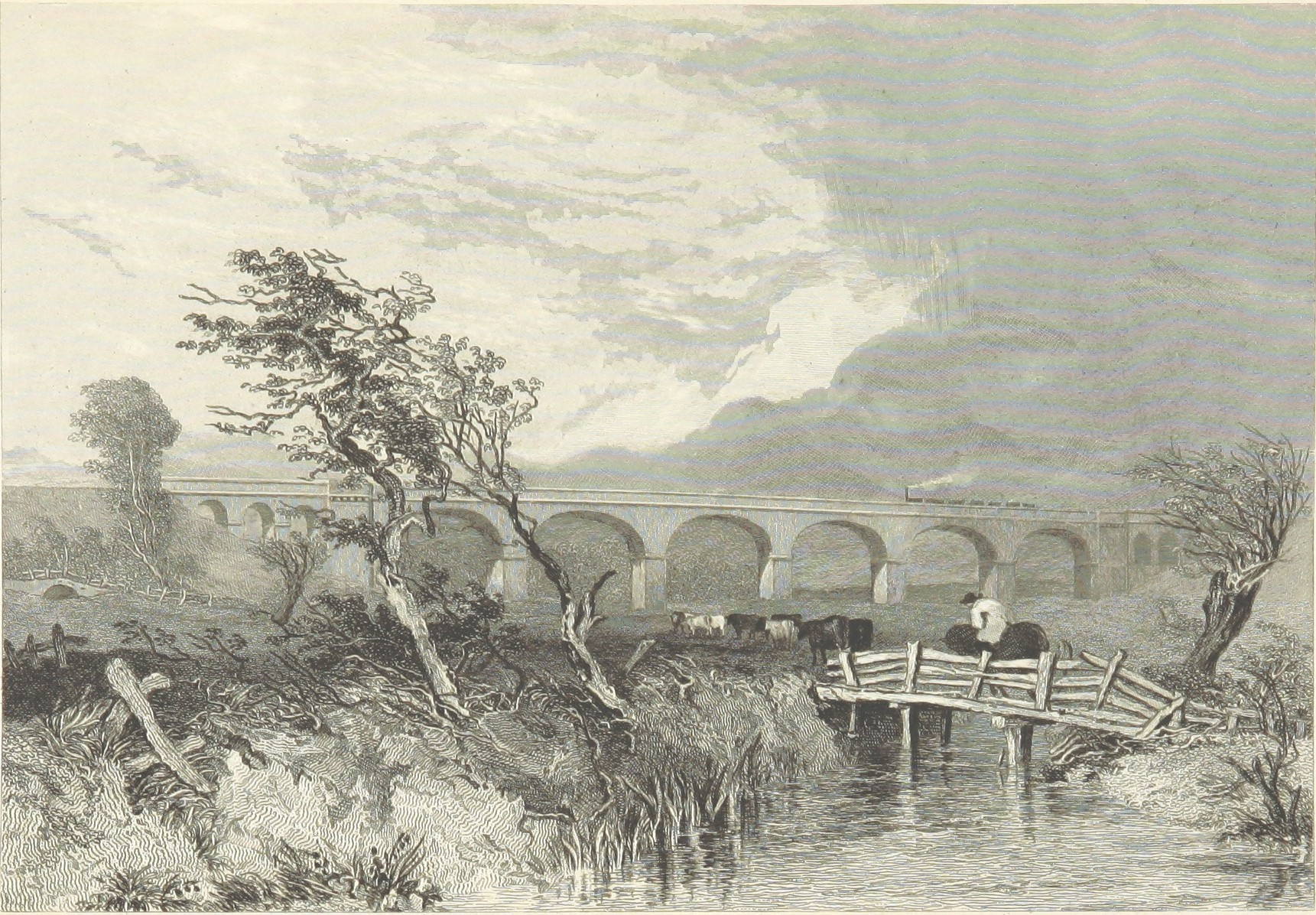
托馬斯·羅斯科於1839年繪畫的沃爾弗頓高架橋石版畫

1839年，藝術家約翰·庫克·伯恩出版（倫敦及伯明罕鐵路石版畫集），其中收錄了沃爾弗頓路堤和高架橋的施工場景。伯恩當時描繪的兩處結構物均未完工。在路堤畫作中，一列火車正運載廢土駛向路堤末端的傾倒點。遠處微小的火車與巨大的路堤形成強烈對比，展現了大型的工程規模和緩慢的進度。而在高架橋畫作裡，主體結構幾近完成，但局部仍被腳手架包圍，兩處用於拱門成型的木製拱模支撐尚在現場。這幅作品延續了伯恩的典型風格，橋樑描繪成地貌變遷的一部分。雖歷經改建，但如今高架橋的外觀仍與伯恩畫作中的形象大致相同。
鐵路開通後，當代評論家們紛紛將其工程規模與古羅馬建築傑作——尤其是古羅馬水道——相提並論。20世紀80年代，鐵路史學家邁克爾·博納維亞（Michael Bonavia）撰文認同這一類比，特別稱讚沃爾弗頓高架橋是「比例精妙的建築」，具有「古典式的優雅」。英格蘭國家遺產名錄將其描述為「第一條鐵路幹線的主要地標之一，亦是早期大型高架橋的之一」。鐵路史學家戈登·比德爾（Gordon Biddle）則稱，在這座被鐵路環繞的城鎮裡，該高架橋是座「造型優美的建築」，堪稱「倫敦及伯明罕鐵路最具標誌性的遺跡」。在紀念鐵路開通150週年的著作中，作家大衛·詹金森（David Jenkinson）指出，包括沃爾弗頓高架橋在內的史蒂芬生作品雖不及後世橋樑般大膽驚艷，但在當時實屬無與倫比，且大多保存至今。他特別評價沃爾弗頓高架橋「在風格協調與比例平衡方面罕有敵手」。土木工程師德里克·貝克特（Derrick Beckett）也有類似結論，認為該橋雖然略遜於同期般奈設計、位處西倫敦的沃恩克利夫高架橋，但承認其「仍然具有極強的視覺衝擊力」。

## 腳注
1. 1 2  Jenkinson 1988，第15頁.
2. ↑  Labrum 1994，第218頁.
3. ↑  Jenkinson 1988，第14-17頁.
4. ↑  Pevsner, Williamson & Brandwood 2003，第103頁.
5. 1 2  Beckett 1984，第92頁.
6. 1 2 3 4  Biddle 2011，第105頁.
7. ↑  McFetrich 2019，第329頁.
8. 1 2 3 4 5 6 7  . Historic England.   [2025-07-05]. （原始内容存档于2024-12-10） （英语）.
9. 1 2  Labrum 1994，第182, 244頁.
10. ↑  Pevsner, Williamson & Brandwood 2003，第565頁.
11. ↑  Rolt 2016，第249頁.
12. ↑  Morgan 1973，第44頁.
13. ↑  Owens 2019，第42-45頁.
14. 1 2 3  Biddle 2016，第198-199頁.
15. ↑  . Historic England. 2025-02-11  [2025-07-05]. （原始内容存档于2025-06-22） （英语）.
16. ↑  Thompson 2015，第47-48頁.
17. ↑  Bonavia 1987，第62-63頁.
18. ↑  Jenkinson 1988，第16頁.
19. ↑  Beckett 1984，第205頁.